# Al-Isma’ilijja
Al-Isma’ilijja – miejscowość w Syrii, w muhafazie Ar-Rakka, w dystrykcie Ar-Rakka. W 2004 roku liczyła 2410 mieszkańców.